# Rabid Records
Rabid Records é um selo de música eletrônica da Suécia fundado e mantido pela dupla The Knife.
O primeiro lançamento do selo foi um EP do "Honey Is Cool", primeira banda de Karin Dreijer, em 1999. Além de todos os lançamentos do The Knife, o selo também lançou material de Jenny Wilson, First Aid Kit e Fever Ray.